# Mercedes-Benz Vans

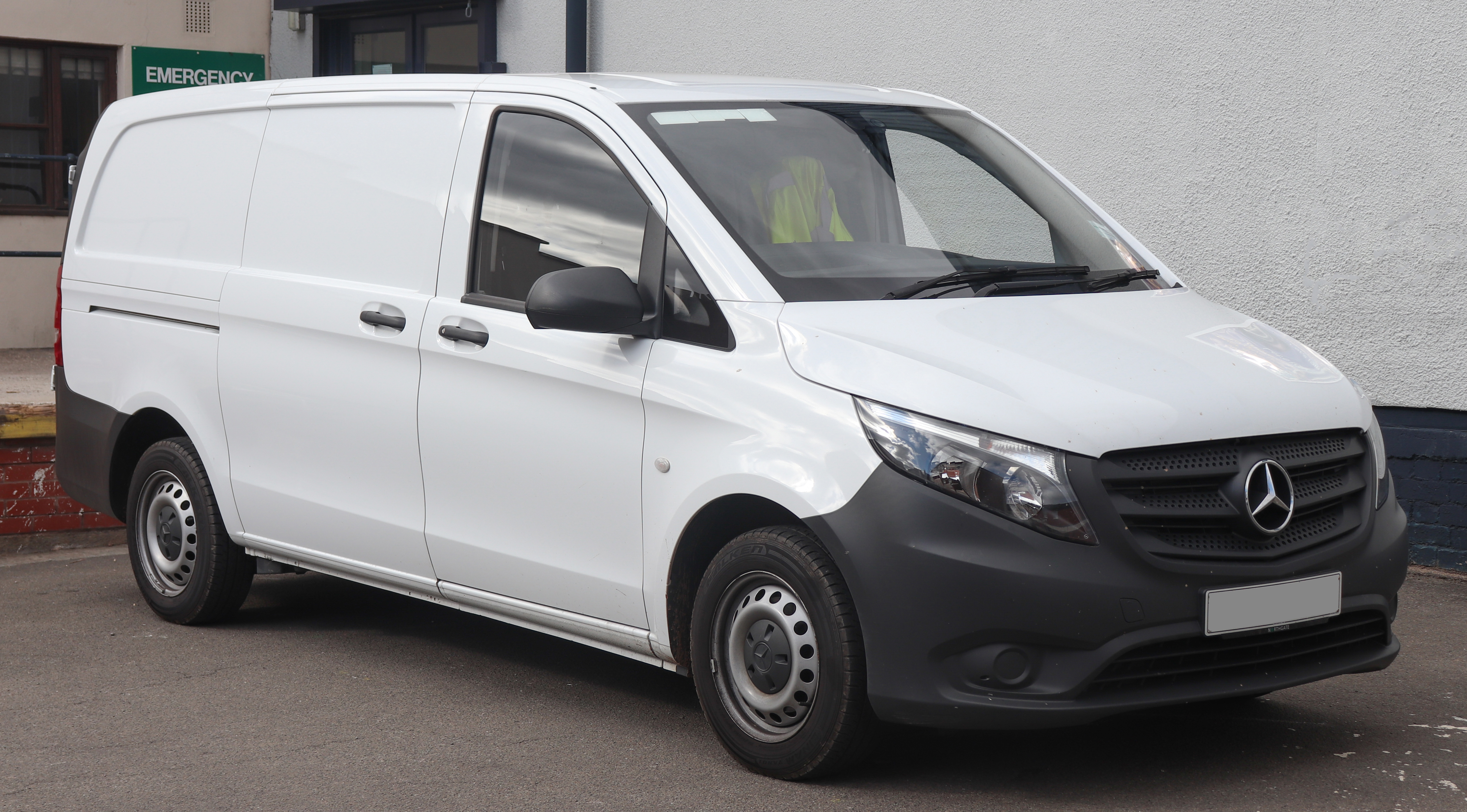
Vito

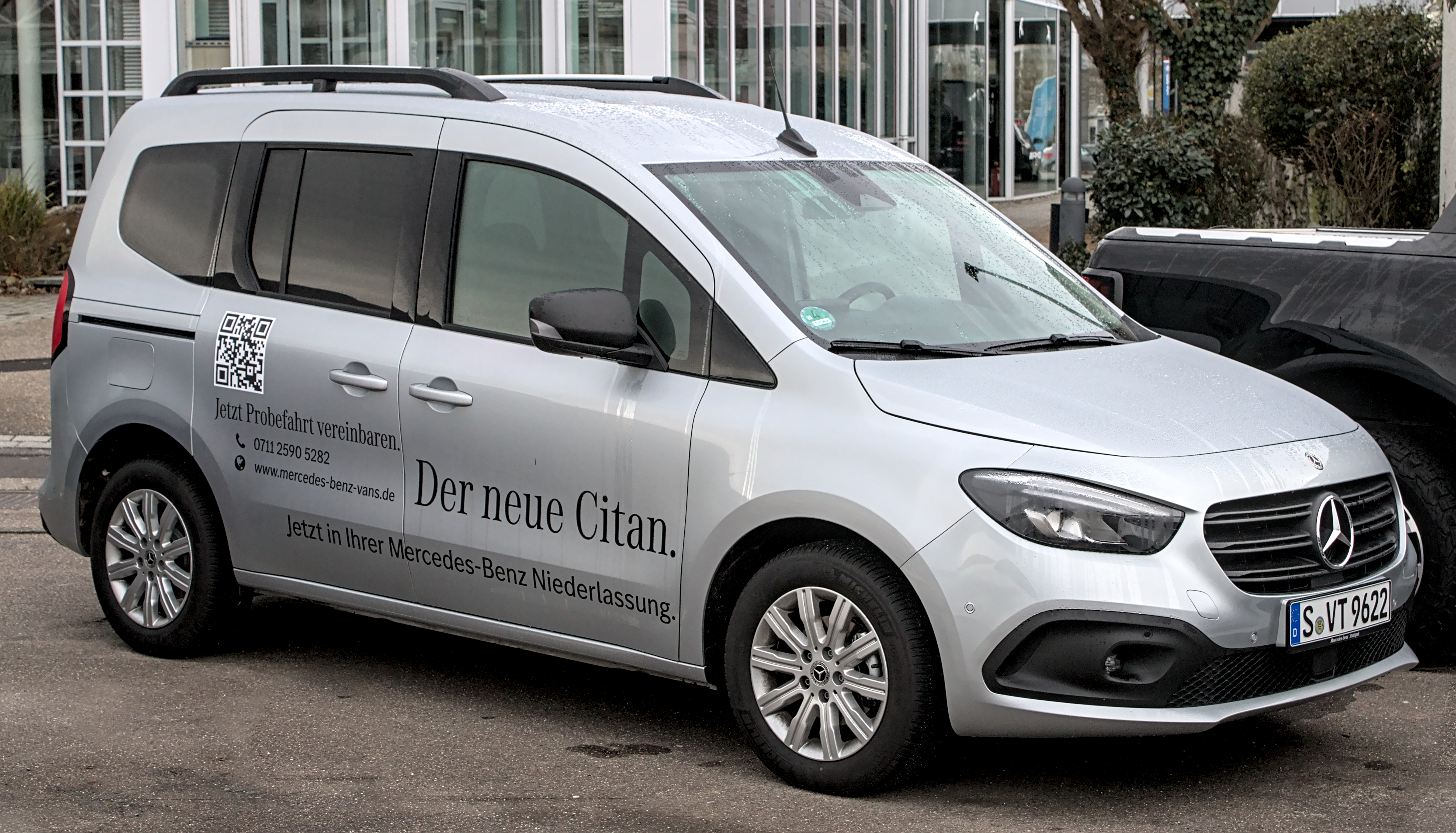
Citan

Mercedes-Benz Vans ist das Geschäftsfeld der Mercedes-Benz AG für die Vans der Marke Mercedes-Benz. Das Geschäftsfeld wird seit dem 1. Januar 2022 von Mathias Geisen geleitet. Die Produktpalette umfasst den Stadtlieferwagen Citan, den darauf basierenden Hochdachkombi T-Klasse, die Midsize Vans Vito und eVito, den Large Van Sprinter (inkl. Sprinter-Triebkopf), die Großraumlimousine V-Klasse sowie die kompakte Marco Polo Reise- und Freizeitmobilserie. Am 6. Februar 2019 wurde auf der Jahrespressekonferenz der Daimler AG für das Jahr 2018 eine Zahl von 421.401 verkauften Fahrzeugen angegeben.
Das Geschäftsfeld Mercedes-Benz Vans wurde zum 1. November 2019 in die Mercedes-Benz AG ausgegliedert. Die Mercedes-Benz AG ist eine rechtlich selbstständige Geschäftseinheit (einhundertprozentige Tochtergesellschaft der Mercedes-Benz Group AG) mit eigener unternehmerischer Verantwortung.

## Werke

### Mercedes-Benz Werk Düsseldorf
Das Werk in Düsseldorf-Derendorf produziert Transporter der Marken Mercedes-Benz und Freightliner. 1958/59 übernahm die damalige Daimler-Benz AG die Auto Union GmbH, zu der auch das Werk Düsseldorf gehörte. Anfang der 1950er Jahre konnte das ehemalige Werk II von Rheinmetall aus den 1890er Jahren, nach dem Zweiten Weltkrieg als Rüstungsbetrieb zur Demontage vorgesehen, von der Auto Union zunächst mit einem Pachtvertrag genutzt und später ganz übernommen werden. 1964 verkaufte Daimler-Benz die Auto Union an Volkswagen, wobei die Werke Düsseldorf und Vitoria bei Daimler-Benz verblieben. Das Werk prägte den inoffiziellen Namen „Düsseldorfer Transporter“ oder auch DüDo für den dort gefertigten Mercedes-Benz T2.
| Jahr (31.12.) | Mitarbeiter |
| ------------- | ----------- |
| 2016          | 6.469       |
| 2017          | 6.638       |
| 2018          | 6.596       |

Zurzeit werden in Düsseldorf die Fahrzeuge Mercedes-Benz Sprinter und Freightliner Sprinter gebaut. Künftig soll die elektrische Variante des Sprinter, der eSprinter auf derselben Linie wie die Verbrennerversion gefertigt werden.
Zum Ende des Jahres 2018 betrug der Personalstand im Düsseldorfer Werk 6.596 Mitarbeiter, davon sind 6.596 für den Bereich Mercedes-Benz Vans tätig.

### Mercedes-Benz Werk Ludwigsfelde
siehe Hauptartikel Automobilwerke Ludwigsfelde
1936 baute das Tochterunternehmen Daimler-Benz Motoren GmbH in Genshagen (rund 9 Kilometer südlich von Berlin, seit 1997 Ortsteil von Ludwigsfelde) ein Werk für Flugmotoren (DB 601/DB 605). Während des Krieges arbeiteten 11.000 Kriegsgefangene und Zwangsarbeiter in dem damaligen „Nationalsozialistischen Musterbetrieb“. 1943/44 existierte in der sogenannten „Deutschlandhalle“ ein Außenlager des Konzentrationslagers Ravensbrück, 1.100 weibliche KZ-Häftlinge wurden zur Zwangsarbeit eingesetzt. Das Flugmotorenwerk wurde am 6. August 1944 bei einem Luftangriff zu großen Teilen zerstört. Die Reste wurden nach dem Zweiten Weltkrieg demontiert.
Ab dem 17. Juli 1965 wurden in Ludwigsfelde LKW vom Typ W50 gefertigt, ab 1987 kam der L60 zum Fertigungsprogramm hinzu, der eigentlich den W50 ablösen sollte.
Bis 1990 wurden 592.078 LKW gefertigt, dann wurde die Produktion auf Grund der geänderten politischen Situation und damit einhergehendem Nachfragerückgang eingestellt.
Am 27. Juni 1990 wurde das VEB-IFA Kombinat Nutzfahrzeuge Ludwigsfelde von der Treuhandanstalt aufgelöst und in eine GmbH umgewandelt, die am 1. Februar 1991 produktionsseitig in der „Nutzfahrzeuge Ludwigsfelde GmbH“ und am 1. März 1991 entwicklungsseitig in der „Entwicklungsgesellschaft Ludwigsfelde“ aufging.
| Jahr (31.12.) | Mitarbeiter |
| ------------- | ----------- |
| 2016          | 1.901       |
| 2017          | 1.957       |
| 2018          | 1.957       |

Das Werk wurde 1994 als Nutzfahrzeuge Ludwigsfelde GmbH zu 100 % von der Daimler-Benz AG übernommen und gehört heute als „Mercedes-Benz Ludwigsfelde GmbH“ im Konzern zur Sparte CV (CompactVans). Hier werden folgende Modelle produziert:
- LN2, 1991 bis 1994
- T2, 1991 bis 1996
- Mercedes-Benz Vario, 1996 bis 2013
- Hochdachkombi Vaneo, vom 25. September 2001 bis zum 8. Juli 2005
- NCV3 im Segment offene Baumuster mit Einfach- oder Doppelkabine (Fahrgestelle und Pritschenfahrzeuge sowie Tiefrahmenfahrgestelle) ab 2006.
- Sprinter-Triebköpfe und Windläufer[8] für z. B. Reisemobile
- Seit März 2018 VS30 (die dritte Generation des Sprinter)

Zum Ende des Jahres 2018 betrug der Personalstand im Werkes Ludwigsfelde 1.957 Mitarbeiter.

### Mercedes-Benz Werk Vitoria (Spanien)
| Jahr (31.12.) | Mitarbeiter |
| ------------- | ----------- |
| 2016          | 4.982       |
| 2017          | 5.307       |
| 2018          | 5.307       |

Die Auto Union GmbH baute in Vitoria Anfang der 1950er Jahre das neue Werk der Tochtergesellschaft Industrias del Motor S.A. (IMOSA) und produzierte dort ab 1954 zunächst den DKW-Schnellaster F 89 L. Daimler-Benz übernahm 1958 die Auto Union mit allen Standorten. Als eigene Konstruktion brachte IMOSA 1963 den DKW-IMOSA F 1000 L auf den Markt, der als F 1000 D ab 1964 auch mit einem Mercedes-Benz-Dieselmotor angeboten wurde. Beim Verkauf der Auto Union an das Volkswagenwerk behielt Daimler-Benz das spanische Werk, wo u. a. von 1988 bis 1995 der MB 100, von 1996 bis 2003 die Baureihe W638 (Vito und V-Klasse) und von 2003 bis 2014 die Baureihe 639 (Vito und Viano) produziert wurde. Seit 2014 kommen die Modelle der Baureihe 447 (Vito und V-Klasse) aus Vitoria. Seit 2018 kommt auch die batterieelektrische Variante des Vito, der eVito aus Vitoria sowie seit 2019 die neue V-Klasse. Ende 2018 waren dort 5.307 Mitarbeiter tätig. Auch die künftige vollelektrische Großraumlimousine, der EQV, soll in Vitoria vom Band laufen.

### Mercedes-Benz Vans LLC, Charleston
| Jahr (31.12.) | Mitarbeiter |
| ------------- | ----------- |
| 2016          | 211         |
| 2017          | 397         |
| 2018          | 1.150       |

Das Werk in North Charleston (South Carolina) produziert seit 2006 Mercedes-Benz und Freightliner Sprinter sowie unter der Bezeichnung Metris den Viano für den amerikanischen Markt. Die Fahrzeuge wurden in den ersten Jahren komplett in Düsseldorf gefertigt, danach wieder zerlegt und in die USA geliefert, wo sie remontiert wurden (SKD). Hintergrund ist unter anderem der hohe Zoll, den die USA auf Nutzfahrzeug-Importe erheben. Nach Erweiterung des Werks gibt es seit September 2018 neben der SKD- auch eine Komplettfertigung.
Die Sprinter werden künftig komplett gefertigt, Metris-Vans bis auf Weiteres noch SKD-remontiert.

## Strukturdaten
| Land              | 2021    | 2020    | 2019    | 2018    | 2017    | 2016    |
| ----------------- | ------- | ------- | ------- | ------- | ------- | ------- |
| Weltweit gesamt   | 386.200 | 374.700 | 438.400 | 421.400 | 401.000 | 358.000 |
| Deutschland       | 98.200  | 109.500 | 121.300 | 107.300 | 105.800 | 96.100  |
| USA               | 48.300  | 47.500  | 45.700  | 38.700  | 34.200  | 33.700  |
| China             | 38.500  | 30.500  | 29.500  | 29.100  | 23.800  | 13.600  |
| Großbritannien    | k. A.   | k. A.   | k. A.   | 40.400  | 41.000  | 36.700  |
| Frankreich        | k. A.   | k. A.   | k. A.   | 23.100  | 22.100  | 22.200  |
| Spanien           | k. A.   | k. A.   | k. A.   | 15.200  | 14.300  | 12.900  |
| Niederlande       | k. A.   | k. A.   | k. A.   | 13.800  | 13.500  | 13.000  |
| Italien           | k. A.   | k. A.   | k. A.   | 11.600  | 11.300  | 10.100  |
| Belgien/Luxemburg | k. A.   | k. A.   | k. A.   | 9.700   | 10.500  | 9.200   |
| Türkei            | k. A.   | k. A.   | k. A.   | 7.300   | 9.300   | 8.100   |

| Jahr | Umsatz        | EBIT         |
| ---- | ------------- | ------------ |
| 2016 | 12,835 Mrd. € | 1,170 Mrd. € |
| 2017 | 13,164 Mrd. € | 1,181 Mrd. € |
| 2018 | 13,626 Mrd. € | 0,312 Mrd. € |